# Kothi
Kothi – specyficzna mniejszość seksualna właściwa kulturom subkontynentu indyjskiego. Są to mężczyźni o orientacji homoseksualnej, o cechach silnie sfeminizowanych i głęboko identyfikujący się ze swoją pasywną rolą w relacji homoseksualnej. Zarówno przez indyjskie społeczeństwo, jak i przez siebie samego (wskutek silnej internalizacji takiego społecznego spojrzenia) rozumiani są jako niemężczyźni.

## Nazewnictwo
Kothi jest nazwą rozpowszechnioną w samych Indiach. Na subkontynencie występują jednak inne słowa nazywające tę samą kategorię ludzi:
- w Nepalu – meti
- w Pakistanie – zenana
- w Bangladeszu – maigha

## Kothiahomoseksualista
Kategoria ta nie jest identyczna z zachodnią kategorią homoseksualisty, gdyż dotyczy tylko mężczyzny identyfikującego swoją tożsamość z pasywną rolą w relacji seksualnej. Znajduje się więc w niej tylko niewielka część mężczyzn podejmujących w Indiach praktyki homoseksualne. Ponieważ kothi jest identyfikowany jako niemężczyzna, jego partner aktywny nie jest postrzegany jako homoseksualny, mieści się w rozumieniu indyjskiej kultury w kategorii normatywnej męskości.

## Społeczne położeniekothi
Ponieważ w Indiach wszystko jest uwikłane w niezwykle skomplikowaną strukturę tego społeczeństwa (klasy, kasty, różnice etniczne i religijne), prawdopodobieństwo zostania kothi wzrasta wraz z niską pozycją społeczną mężczyzny o cechach feminizacji w zachowaniu, wyglądzie i głosie. Choć jednocześnie zdarza się, że jest żonaty.
Silna feminizacja i niska pozycja społeczna kothi powodują, że są oni permanentnym obiektem przemocy, zwłaszcza seksualnej, ze strony innych mężczyzn. Większość kothi doznała zgwałcenia lub jego usiłowania, bardzo często ze strony funkcjonariuszy policji (słynne przypadki z Bengaluru).
Problemy kothi są tym trudniejsze do rozwiązania, że kothi tak głęboko internalizują postrzeganie samych siebie jako niemężczyzn, że niejednokrotnie odbierają przemoc ze strony swojego „aktywnego” partnera (którego nazywają Girya lub Panthi) jako przejaw jego męskości, którą podziwiają. Poza tym, pomimo iż stosunki homoseksualne ma w Indiach prawdopodobnie więcej mężczyzn niż gdziekolwiek indziej na świecie, wciąż obowiązuje tam pozostawiony przez brytyjskich kolonizatorów zakaz kontaktów homoseksualnych pod groźbą kary więzienia. Większość tego, co na Zachodzie uznawane jest za homoseksualizm, nie jest tak rozumiane przez kulturę indyjską, ale akurat kothi są tak postrzegani, więc boją się zgłaszać komukolwiek akty przemocy, których padli ofiarą, w obawie przed więzieniem.